# Población militar de San Carlos
La Población militar de San Carlos es una barriada militar situada al norte de San Fernando (Cádiz), uno de los ejemplos más claros de la presencia naval en la ciudad y eje del desarrollo urbano de esta. La población está junto a las barriadas Casería de Ossio y Bazán y la Estación de San Fernando-Centro.

Vista aérea

## Historia

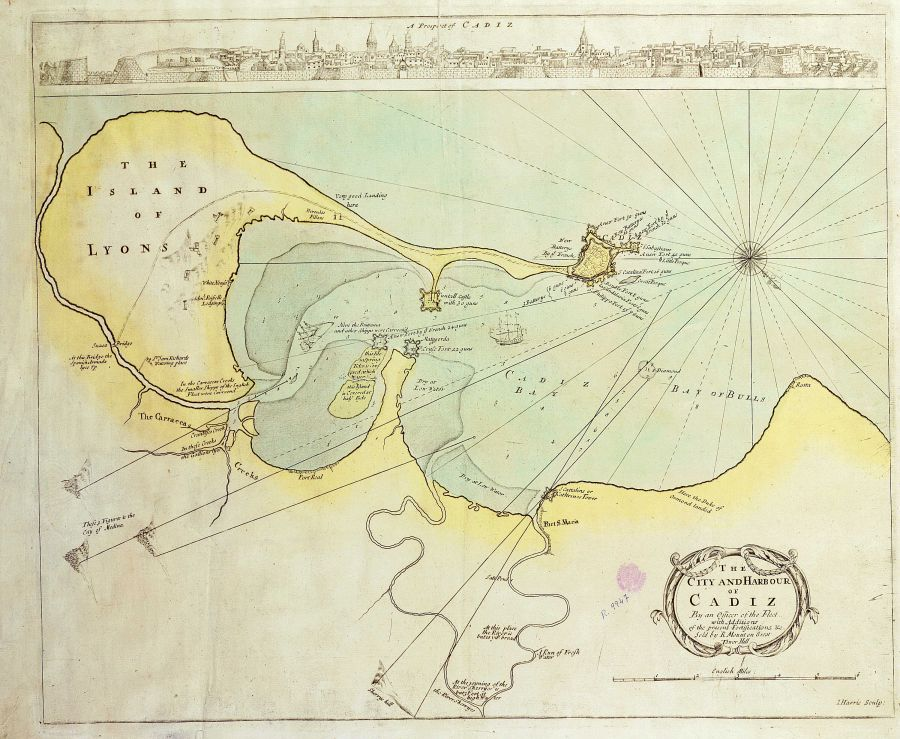
En este mapa de 1695 se puede observar a la izquierda la Isla de León

En 1726 el perímetro costero peninsular quedaría dividido en tres sectores correspondientes a tres Departamentos Marítimos responsables de su defensa y custodia: Departamento del Norte, con la base naval de Ferrol, del este en Cartagena y del sur en Cádiz. En el de Cádiz, primero de los departamentos, se ubicaría la Dirección General de la Armada, con lo que eso supondría de incremento de tropas, oficiales e instituciones. La reorganización de la Armada exigía al mismo tiempo la construcción de una nueva flota de embarcaciones militares. Con tal objetivo se instituyeron los Arsenales de la Armada asociados a los departamentos marítimos. El primero de ellos se instalaría en la Isla de León, el Arsenal de la Carraca, posteriormente vendrían el de Ferrol y el de Cartagena.
En 1769/1770 el Departamento Marítimo del sur trasladaría su sede desde Cádiz a San Fernando. La superpoblada Cádiz, encerrada en sus murallas, no tenía capacidad para responder adecuadamente a la instalación de las instituciones y tropas correspondientes al primer Departamento Marítimo español, mientras que en La Isla la población seguía siendo pequeña y con gran capacidad para crecer, y además en ella progresaban la obras de La Carraca, lo que permitía aunar todas las dependencias de la Armada', Departamento y Arsenal. Con el fin de alojar convenientemente a la totalidad del Departamento Marítimo instalado inicialmente de forma provisional, se proyectaría la construcción  de la Población de San Carlos, pensada a modo de ciudad.
La Real Orden de 3 de enero de 1775 autorizó la adquisición de los terrenos conocidos como «Monte del Duque», situados al norte de la Real Villa de la Isla de León, nombre con el que se denominaba por entonces a San Fernando, para la construcción de un conjunto de edificaciones de uso militar que recibirán el nombre de San Carlos, en honor de Carlos III. En 1786, se inician las obras de construcción de la población, proyectadas por Francisco Sabatini y dirigidas por Gaspar de Molina y Zaldívar, marqués de Ureña. No obstante, este ambicioso proyecto se suspendió en 1789 por falta de dinero. Al principio, junto al Panteón de Marinos Ilustres, existían dos edificios. Uno es el Museo Naval de San Fernando y la Escuela de Suboficiales de San Fernando, y el otro era el Archivo de San Carlos.
La ubicación elegida, el Monte del Duque, estaba situado entre el arsenal de La Carraca y las caserías de Ocio y Fadricas, donde se hacían los víveres y las aguadas de la Armada. Desde la primera propuesta, firmada por Sabatini en 1777 hasta el reformado definitivo de 1791, la población se fue simplificando para definitivamente abandonarse a principios del siglo XIX. En torno a la que hubiera sido la gran plaza de la población se construirían las casas del Capitán General y del Intendente, y la parroquia y a sus espaldas un convento y el cuartel de batallones. Durante la Guerra de la Independencia el convento se transformó en hospital y parte de estas instalaciones sirvieron como cárcel de prisioneros franceses. Conjuntamente ingenieros militares españoles e ingleses proyectaron la construcción de las tres baterías alineadas y comunicadas entre sí orientadas hacia La Carraca, formando parte de la segunda línea de defensa. Durante la ocupación absolutista los Cien Mil Hijos de San Luis que ocuparon San Fernando emplearon estas instalaciones como almacenes.
Del proyecto, una de las empresas más relevantes de la ilustración española, sólo se llegarían a ejecutar algunos de los edificios principales distribuidos en dos de los espacios urbanos proyectados. En lo que hubiera sido la plaza principal de la Población, actualmente privatizada como patio de armas  de la Escuela de Suboficiales de la Armada, se situaron en el centro la parroquia (actual Panteón de Marinos Ilustres), a la derecha la casa del capitán General (desaparecida), y a la izquierda el edificio que albergaría la Casa del Intendente, Contaduría, Tesorería y Academia de pilotos, hoy integrado en la Escuela y Museo Naval. A la espalda de estos, en torno a una nueva plaza que miraba hacia San Fernando, transformada en la actual alameda, se situó el Cuartel de Batallones (actual sede del Tercio de la Armada) y detrás de la iglesia el convento de los franciscanos, transformado desde el primer momento en hospital para atender las necesidades de la Guerra de la Independencia (sustituido en otra ubicación por el actual Hospital de San Carlos.

## Edificios

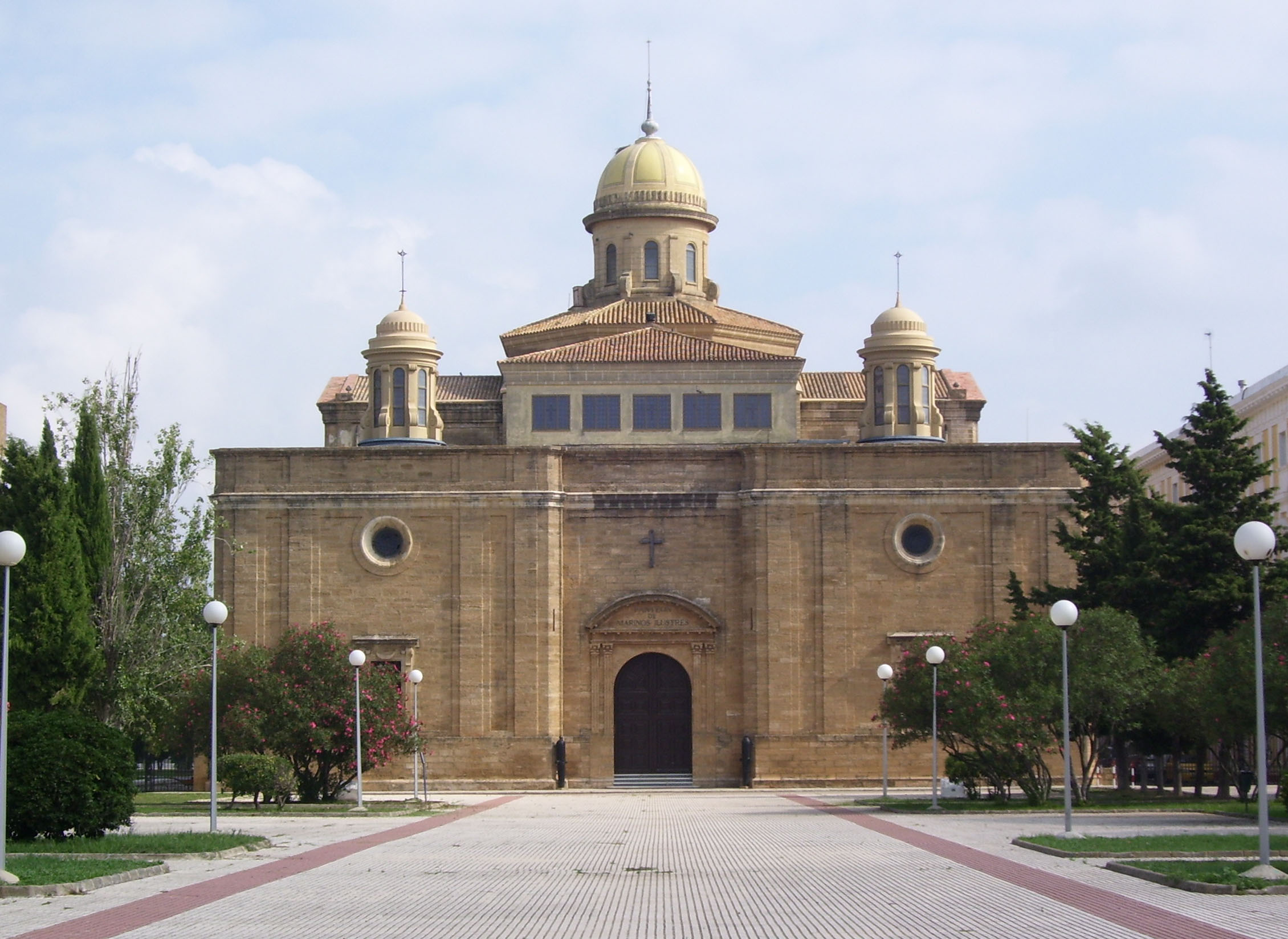
El Panteón de Marinos Ilustres.

### Edificios actuales
- Panteón de Marinos Ilustres: construido por el Marqués de Ureña en 1786 como Iglesia de la Purísima Concepción, transformado en panteón en 1869, en el que descansan los restos mortales de numerosos marinos españoles.
- Edificio Carlos III: alberga el museo y la escuela de suboficiales.

1. Museo Naval: situado en el edificio de la Escuela de Suboficiales de San Fernando, acabado en 1798, alberga numerosas piezas y manuscritos relacionados con la Armada española.
2. Escuela de Suboficiales de San Fernando: situada en el mismo edificio que el museo naval, que fue anteriormente sede de la Intendencia y Colegio Naval.

- Tercio de la Armada: sede de la unidad de Infantería de Marina más antigua del mundo (TEAR), edificio cercano a la Escuela de Suboficiales.
- Hospital militar de San Carlos: único hospital de la ciudad, construido en el año 1981 junto al Panteón de Marinos Ilustres.

### Edificios desaparecidos
- Archivo: edificio gemelo al de la Escuela de Suboficiales y edificado en el lugar donde se asienta actualmente el hospital, hoy desaparecido.
- Fábrica de San Carlos: construida en el año 1924 y demolida a principios del siglo XXI, en ella se fabricaban piezas relacionadas con la construcción de barcos.[2]
- Antiguo hospital de San Carlos: derribado en 1981.